# Hieracium cezycola
Hieracium cezycola es una especie de planta con flor del género Hieracium, de la familia Asteraceae, orden Asterales.

## Distribución
Hieracium cezycola se distribuye por Francia y España. Se ha descrito en el Pirineo central y oriental y probablemente en el sur de Cataluña.

## Taxonomía
Fue descrita científicamente por Arv.-Touv. & Gaut. Fue publicada en Hieracioth. Gall. 20: n.° 1603 (1908). El estado taxonómico de esta especie, que se describió a partir de plantas recolectadas en los Pirineos franceses, específicamente el monte Cézy, no está aún claro. Su morfología es intermedia entre H. bifidum y H. gymnocerinthe.